# FABP2
FABP2 (англ. Fatty acid binding protein 2) – білок, який кодується однойменним геном, розташованим у людей на короткому плечі 4-ї хромосоми.  Довжина поліпептидного ланцюга білка становить 132 амінокислот, а молекулярна маса — 15 207.
| 10         |  | 20         |  | 30         |  | 40         |  | 50         |
| ---------- |  | ---------- |  | ---------- |  | ---------- |  | ---------- |
| MAFDSTWKVD |  | RSENYDKFME |  | KMGVNIVKRK |  | LAAHDNLKLT |  | ITQEGNKFTV |
| KESSAFRNIE |  | VVFELGVTFN |  | YNLADGTELR |  | GTWSLEGNKL |  | IGKFKRTDNG |
| NELNTVREII |  | GDELVQTYVY |  | EGVEAKRIFK |  | KD         |  |            |

A: Аланін

D: Аспарагінова кислота

E: Глутамінова кислота

F: Фенілаланін

G: Гліцин

H: Гістидин

I: Ізолейцин

K: Лізин

L: Лейцин

M: Метіонін

N: Аспарагін

Q: Глутамін

R: Аргінін

S: Серин

T: Треонін

V: Валін

W: Триптофан

Задіяний у таких біологічних процесах як транспорт, поліморфізм, ацетиляція. 
Білок має сайт для зв'язування з ліпідами. 
Локалізований у цитоплазмі.